# Anthony Cabeke
Anthony Cabeke (Jette, 5 november 1988) is een Belgisch voetballer. Cabeke staat onder contract bij Asse-Zellik 2002. Hij is de tweelingbroer van Geoffrey Cabeke.

## Carrière

### FCV Dender EH
Cabeke werd opgeleid door FC Brussels, maar toen hij daar in 2007 einde contract was, trok hij naar FCV Dender EH. Zijn eerste speelminuten in het eerste elftal sprokkelde hij op 25 november 2007 in de bekerwedstrijd tegen KVC Westerlo. Hij viel in de 87e minuut in voor Norman Sylla. Zijn debuut in de Jupiler Pro League maakte hij op 22 december 2007 tegen AA Gent, toen hij een minuut voor affluiten inviel voor Gabriel Iribarren. Cabeke speelde in zijn debuutseizoen vier wedstrijden in Eerste Klasse voor Dender.

### FC Brussels
In 2008 was Cabeke opnieuw een vrije speler. Hij keerde terug naar FC Brussels, dat net gedegradeerd was naar Tweede klasse. Hij kreeg echter niet meteen veel speelkansen van trainer Marc Grosjean, waardoor Cabeke in de terugronde van het seizoen 2008/09 werd uitgeleend aan vierdeklasser KSK Sint-Paulus Opwijk. In het volgende seizoen stegen zijn aantal speelminuten, maar toch koos Cabeke er in de zomer van 2010 voor om een reeks lager te gaan spelen bij de buren van Union Sint-Gillis.

### Union Sint-Gillis
Cabeke trok in 2010 naar Union. Hij was er lange tijd kapitein, maar raakte in onvrede met trainer Marc Grosjean en kwam minder en minder aan spelen toe. Door het feit dat Union vanaf 2016 in Eerste klasse B zou spelen en dus een profclub zou worden, kon Cabeke het voetbal bovendien onmogelijk nog combineren met zijn job als leerkracht. Hij koos dus voor een club op lager niveau en tekende voor RWDM. Vier jaar later stapte hij samen met zijn broer over naar tweedeprovincialer Asse-Zellik 2002.

## Familie
Anthony is de tweelingbroer van Geoffrey Cabeke. Ze speelden samen bij de jeugd van RWDM, KFC Strombeek en FC Brussels; in het seniorenvoetbal speelden ze samen bij FC Brussels, Union Sint-Gillis, RWDM en Asse-Zellik 2002.